# Liezl Martinez
Anna Lisa „Liezl“ Muhlach Sumilang-Martinez (* 27. März 1967 in Manila; † 14. März 2015 in Pasig City, Metro Manila) war eine philippinische Schauspielerin, die insbesondere als Kinderdarstellerin unter ihren Künstlernamen „Liezl“ und „Anna-Lisa“ bekannt war.

## Leben
Anna Lisa „Liezl“ Muhlach Sumilang-Martinez war die Tochter der Schauspieler Romeo Vasquez (1939–2017) und Amalia Fuentes (1940–2019). Bereits als Baby spielte sie unter ihren Künstlernamen „Liezl“ und „Anna-Lisa“ in Filmen ihrer Eltern wie Yes, I Do! (1967), Good morning titser (1968) und Sa manlulupig di ka pasisiil (1968) mit. Als Kinderdarstellerin spielte sie bis 1975 in mehreren weiteren Filmen mit und wurde unter anderem durch ihre Hauptrollen in Portrait of an Angel (1971), Pinokyo en Little Snow White (1972) und Durugin ang mga diyablo sa punta fuego (1974) bekannt. Anschließend spielte sie nur noch in wenigen Filmen wie Ibulong mo sa puso (1984), Lipa „Arandia“ Massacre: Lord, Deliver Us from Evil (1994) und zuletzt in einer Nebenrolle in Rosario (2010). Sie engagierte sich zudem als Mitglied der Movie and Television Review and Classification Board (MTRCB), eine Regierungsbehörde, die dem Büro des Präsidenten der Philippinen untersteht und für die Klassifizierung und Überprüfung von 
Fernsehprogrammen, Kinofilmen und Heimvideos zuständig ist.
Liezl Martinez, die mehrere Jahre in den USA lebte, war mit dem Filmregisseur und Schauspieler Albert Martinez verheiratet. Aus dieser 1985 in Las Vegas geschlossenen Ehe gingen die drei Kinder Alyanna, Alfonso und Alissa hervor, wobei der Sohn Alfonso Martinez ebenfalls Schauspieler ist. Durch ihre Mutter war sie des Weiteren Cousine der Schauspieler Niño Muhlach, AJ Muhlach und Aga Muhlach. Sie verstarb an den Folgen einer Brustkrebserkrankung, die 2008 bei ihr diagnostiziert wurde. 2011 wurde bei ihr zudem Lungenkrebs diagnostiziert. Zwei Wochen nach ihrem Tode wurde der Sitzungssaal der MTRCB in „Liezl S. Martinez Hall“ benannt.

## Filmografie (Auswahl)
- 1971: Europe Here We Come!
- 1971: Liezl at ang 7 hoods
- 1972: Anghel ng pag-ibig
- 1972: Poor Little Rich Girl
- 1973: Sa aming muling pagkikita
- 1973: Nagbalik na lumipas
- 1975: Babae hindi ka dapat nilalang
- 1995–2010: Maalaala mo kaya (Fernsehserie, 3 Folgen)